# メディオバンカ
メディオバンカ（伊: Mediobanca S.p.A.）は、イタリア・ミラノに本拠を置く投資銀行。欧米7カ国に拠点を持ち、法人対象のアドバイザリー事業や、プライベート・バンキング、ウェルスマネジメントなどの金融サービス事業を展開している。イタリア証券取引所上場企業（BIT: MB）。

## 沿革
第二次世界大戦後の1946年、イタリア商業銀行（インテーザ・サンパオロの前身の一つ）の会長であったRaffaele MattioliとEnrico Cucciaが中心となり、当時荒廃していた製造業への資金提供、銀行と産業復興の投資ニーズを結びつける目的で設立された。1956年に株式公開企業となり、以後フィアット、イタルチェメンティ、ピレリなどイタリアの主要企業へ資本介入を実施し、1964年には当時経営危機に陥っていたオリベッティの救済再建を主導、メディオバンカと経営を共にした企業はNorthern Galaxyと称された。1990年前後にはエネル、テレコム・イタリアなど当時民営化実施の渦中にあった公営企業に投資し、またCompass Bancaのブランドで展開するプライベート・バンキング事業の多角化が着手された。
2003年に会長のレナート・パリアーロおよびCEOのアルベルト・ナーゲルによる体制になり、アセットマネジメントや金融商品の拡充に重点を置き、また翌2004年に初の国外拠点がパリに設立されて以来、国際展開が推進されている。2015年、ロンドンに拠点を置くアセットマネジメント事業者のCairn Capital Group Ltd.の株式の過半数を買収し傘下においた。2016年、バークレイズのイタリア事業買収を完了、2017年、ジュネーブに拠点を置く投資会社のRAM Active Investmentsの株式の69％を買収し傘下においた。2023年、フィンテックやクラウドに強みを持つアドバイザリー事業者のArma Partnersを買収した。